# Euparkerella robusta
Euparkerella robusta es una especie de anfibio anuro de la familia Strabomantidae.
Solo se ha encontrado esta especie en un pequeño área en la zona de Mimoso do Sul, en el estado de Espírito Santo, Brasil. Se encuentra amenazada por la pérdida de su hábitat natural a causa de la agricultura, la industria maderera y la colonización.